# Masayuki Okano
Masayuki Okano (Yokohama, 25 luglio 1972) è un dirigente sportivo ed ex calciatore giapponese, di ruolo centrocampista, direttore sportivo del Gainare Tottori.

## Statistiche

### Cronologia presenze e reti in Nazionale
| Cronologia completa delle presenze e delle reti in nazionale ― Giappone | Cronologia completa delle presenze e delle reti in nazionale ― Giappone | Cronologia completa delle presenze e delle reti in nazionale ― Giappone | Cronologia completa delle presenze e delle reti in nazionale ― Giappone | Cronologia completa delle presenze e delle reti in nazionale ― Giappone | Cronologia completa delle presenze e delle reti in nazionale ― Giappone | Cronologia completa delle presenze e delle reti in nazionale ― Giappone | Cronologia completa delle presenze e delle reti in nazionale ― Giappone |
| Data                                                                    | Città                                                                   | In casa                                                                 | Risultato                                                               | Ospiti                                                                  | Competizione                                                            | Reti                                                                    | Note                                                                    |
| ----------------------------------------------------------------------- | ----------------------------------------------------------------------- | ----------------------------------------------------------------------- | ----------------------------------------------------------------------- | ----------------------------------------------------------------------- | ----------------------------------------------------------------------- | ----------------------------------------------------------------------- | ----------------------------------------------------------------------- |
| 20-9-1995                                                               | Tokyo                                                                   | Giappone                                                                | 1 – 2                                                                   | Paraguay                                                                | Descente Adidas Match                                                   | -                                                                       | 67’                                                                     |
| 24-10-1995                                                              | Tokyo                                                                   | Giappone                                                                | 2 – 1                                                                   | Arabia Saudita                                                          | Descente Adidas Match                                                   | -                                                                       | 75’                                                                     |
| 28-10-1995                                                              | Matsuyama                                                               | Giappone                                                                | 2 – 1                                                                   | Arabia Saudita                                                          | Descente Adidas Match                                                   | -                                                                       | 73’                                                                     |
| 10-2-1996                                                               | Wollongong                                                              | Australia                                                               | 1 – 4                                                                   | Giappone                                                                | Amichevole                                                              | -                                                                       | 51’                                                                     |
| 14-2-1996                                                               | Melbourne                                                               | Australia                                                               | 3 – 0                                                                   | Giappone                                                                | Amichevole                                                              | -                                                                       | 74’                                                                     |
| 22-2-1996                                                               | Hong Kong                                                               | Svezia                                                                  | 1 – 1                                                                   | Giappone                                                                | Coppa Carlsberg 1996                                                    | -                                                                       | 113’                                                                    |
| 26-5-1996                                                               | Tokyo                                                                   | Giappone                                                                | 1 – 0                                                                   | Jugoslavia                                                              | Coppa Kirin 1996                                                        | -                                                                       | 72’                                                                     |
| 25-8-1996                                                               | Osaka                                                                   | Giappone                                                                | 5 – 3                                                                   | Uruguay                                                                 | Amichevole                                                              | 1                                                                       | 73’                                                                     |
| 11-9-1996                                                               | Tokyo                                                                   | Giappone                                                                | 1 – 0                                                                   | Uzbekistan                                                              | Amichevole                                                              | -                                                                       | 46’                                                                     |
| 13-10-1996                                                              | Kobe                                                                    | Giappone                                                                | 1 – 0                                                                   | Tunisia                                                                 | Coppa Puma 1996                                                         | -                                                                       | 46’                                                                     |
| 6-12-1996                                                               | al-'Ayn                                                                 | Giappone                                                                | 2 – 1                                                                   | Siria                                                                   | Coppa d'Asia 1996 - 1º turno                                            | -                                                                       | 74’                                                                     |
| 9-12-1996                                                               | al-'Ayn                                                                 | Giappone                                                                | 4 – 0                                                                   | Uzbekistan                                                              | Coppa d'Asia 1996 - 1º turno                                            | -                                                                       | 75’                                                                     |
| 12-12-1996                                                              | al-'Ayn                                                                 | Giappone                                                                | 1 – 0                                                                   | Cina                                                                    | Coppa d'Asia 1996 - 1º turno                                            | -                                                                       | 46’                                                                     |
| 15-12-1996                                                              | al-'Ayn                                                                 | Kuwait                                                                  | 2 – 0                                                                   | Giappone                                                                | Coppa d'Asia 1996 - Quarti                                              | -                                                                       | 65’                                                                     |
| 13-2-1997                                                               | Bangkok                                                                 | Svezia                                                                  | 1 – 0                                                                   | Giappone                                                                | King's Cup 1997                                                         | -                                                                       |                                                                         |
| 25-3-1997                                                               | Mascate                                                                 | Macao                                                                   | 0 – 10                                                                  | Giappone                                                                | Qual. Mondiali 1998                                                     | -                                                                       | 80’                                                                     |
| 27-3-1997                                                               | Mascate                                                                 | Nepal                                                                   | 0 – 6                                                                   | Giappone                                                                | Qual. Mondiali 1998                                                     | -                                                                       | 67’                                                                     |
| 28-6-1997                                                               | Tokyo                                                                   | Giappone                                                                | 1 – 1                                                                   | Oman                                                                    | Qual. Mondiali 1998                                                     | -                                                                       | 46’                                                                     |
| 28-6-1997                                                               | Johor Bahru                                                             | Giappone                                                                | 3 – 2                                                                   | Iran                                                                    | Qual. Mondiali 1998                                                     | 1                                                                       | 91’                                                                     |
| 1-3-1998                                                                | Yokohama                                                                | Giappone                                                                | 2 – 1                                                                   | Corea del Sud                                                           | Coppa Dinastia 1998                                                     | -                                                                       | 81’                                                                     |
| 7-3-1998                                                                | Tokyo                                                                   | Giappone                                                                | 0 – 2                                                                   | Cina                                                                    | Coppa Dinastia 1998                                                     | -                                                                       | 70’                                                                     |
| 1-4-1998                                                                | Seul                                                                    | Corea del Sud                                                           | 2 – 1                                                                   | Giappone                                                                | Amichevole                                                              | -                                                                       | 65’                                                                     |
| 3-6-1998                                                                | Losanna                                                                 | Jugoslavia                                                              | 1 – 0                                                                   | Giappone                                                                | Amichevole                                                              | -                                                                       | 75’                                                                     |
| 20-6-1998                                                               | Nantes                                                                  | Giappone                                                                | 0 – 1                                                                   | Croazia                                                                 | Mondiali 1998 - 1º turno                                                | -                                                                       | 61’                                                                     |
| 5-7-1999                                                                | Pedro Juan Caballero                                                    | Giappone                                                                | 1 – 1                                                                   | Bolivia                                                                 | Coppa America 1999 - 1º turno                                           | -                                                                       | 64’                                                                     |
| Totale                                                                  |                                                                         | Presenze                                                                | 25                                                                      |                                                                         | Reti                                                                    | 2                                                                       |                                                                         |

## Palmarès

### Individuale
- Premio Fair-Play del campionato giapponese: 1

1996